# Robert Loraine
Robert Bilcliffe Loraine (New Brighton, 14 gennaio 1876 – Londra, 23 dicembre 1935) è stato un attore, impresario teatrale e aviatore inglese.
Figlio d'arte, è considerato uno dei principali attori del suo tempo

## Biografia

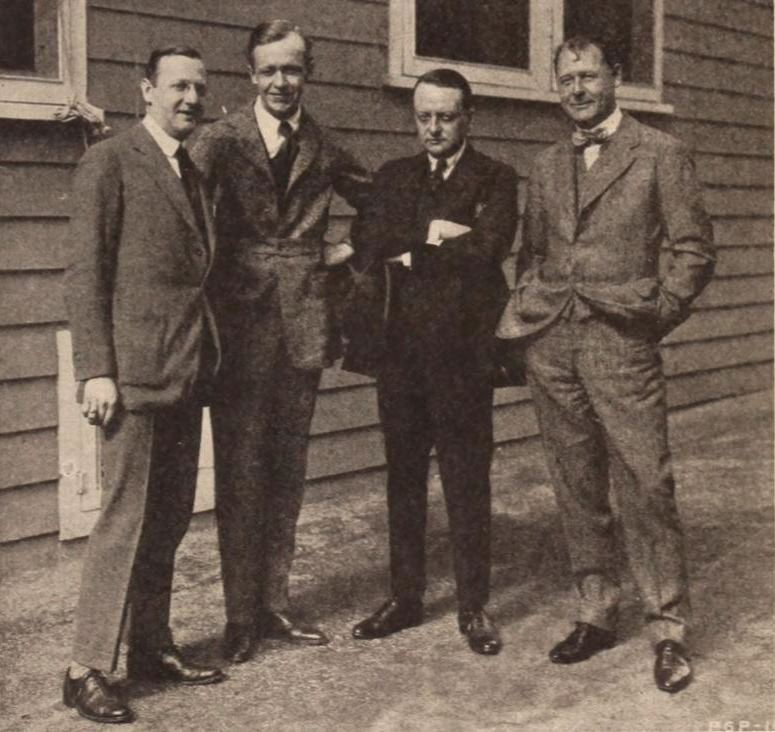
Jesse L. Lasky, Avery Hopwood, Edward Knoblock e Robert Loraine, 18 dicembre 1920

Robert Loraine è nato il 14 gennaio 1876 a New Brighton, nel Merseyside, con il nome di Robert Bilcliffe Loraine.
Ha debuttato sul palcoscenico londinese il 22 maggio 1894 con Alfred Dunscombe in Ne'er-do-well divenendo nello stesso anno un primattore, trionfando nel 1896 nel Prigioniero di Zenda di A. Hope.
Dopo aver partecipato alla guerra boera, debuttò a New York il 4 marzo 1901 con Ralph Percy in To Have and to Hold.
Si distinse per la sua interpretazione di Tanner in Uomo e superuomo di George Bernard Shaw (1905-1907), oltre che per quelle in Father Brown, Detective (1934), Marie Galante (1934) e S.O.S. (1928).
Durante la sua vita si dedicò con passione alla realizzazione di imprese audaci in un biplano Henry Farman con motore Gnome, meritandosi citazioni sulle riviste quali Flight of the year 1910, nelle quali viene definito un importante pioniere del volo.
Si avvicinò al volo durante un soggiorno in Francia, dove frequentò un corso e nel giugno del 1910 ottenne il diploma come pilota.
La sua carriera di aviatore non fu esente da piccoli incidenti, a causa della poca affidabilità dei motori di quei tempi, e in qualche occasione dovette nuotare per raggiungere la riva.
Allo scoppio della prima guerra mondiale, Loraine si unì al R.F.C. e il 26 ottobre 1915 vinse la Croce Militare per un audace attacco contro un Albatros.
Le sue abili operazioni aeree ricevettero elogi dalla stampa inglese, quali il London Gazette.
Promosso al grado di tenente colonnello comandò una stazione di addestramento.
Dopo la guerra ricominciò a recitare, brillando nel ruolo di Cyrano (1919) di Edmond Rostand, ne Il padre di August Strindberg, dove realizzò anche la regia teatrale, nei Giorni senza fine (1934).
Robert Loraine si è sposato la prima volta con Julie Oop, il 7 novembre 1897, separandosi nel 1902, e in seconde nozze con Winifred Strangman nel 1921, dalla quale ha avuto tre figlie.
Robert Loraine morì il 23 dicembre 1935 a Londra, in Inghilterra.

## Opere principali

### Filmografia
- Bentley's Conscience (1922);
- S.O.S. (1928);
- Birds of Prey (1930);
- Outcast Lady (1934);
- Marie Galante (1934).